# زلفیه زابیرووا
زلفیه زابیرووا (روسی: Зульфия Хасановна Забирова؛ زادهٔ ۱۹ دسامبر ۱۹۷۳) دوچرخه‌سوار اهل قزاقستان است.
وی در مسابقات کشوری و بین‌المللی در مجموع برندهٔ ۲ مدال طلا، ۲ مدال نقره، ۲ مدال برنز شده‌است.